# General Foods
General Foods fue una compañía de alimentos estadounidense. En 1985 se integró en la multinacional Kraft Foods, luego Altria Group.

## Historia

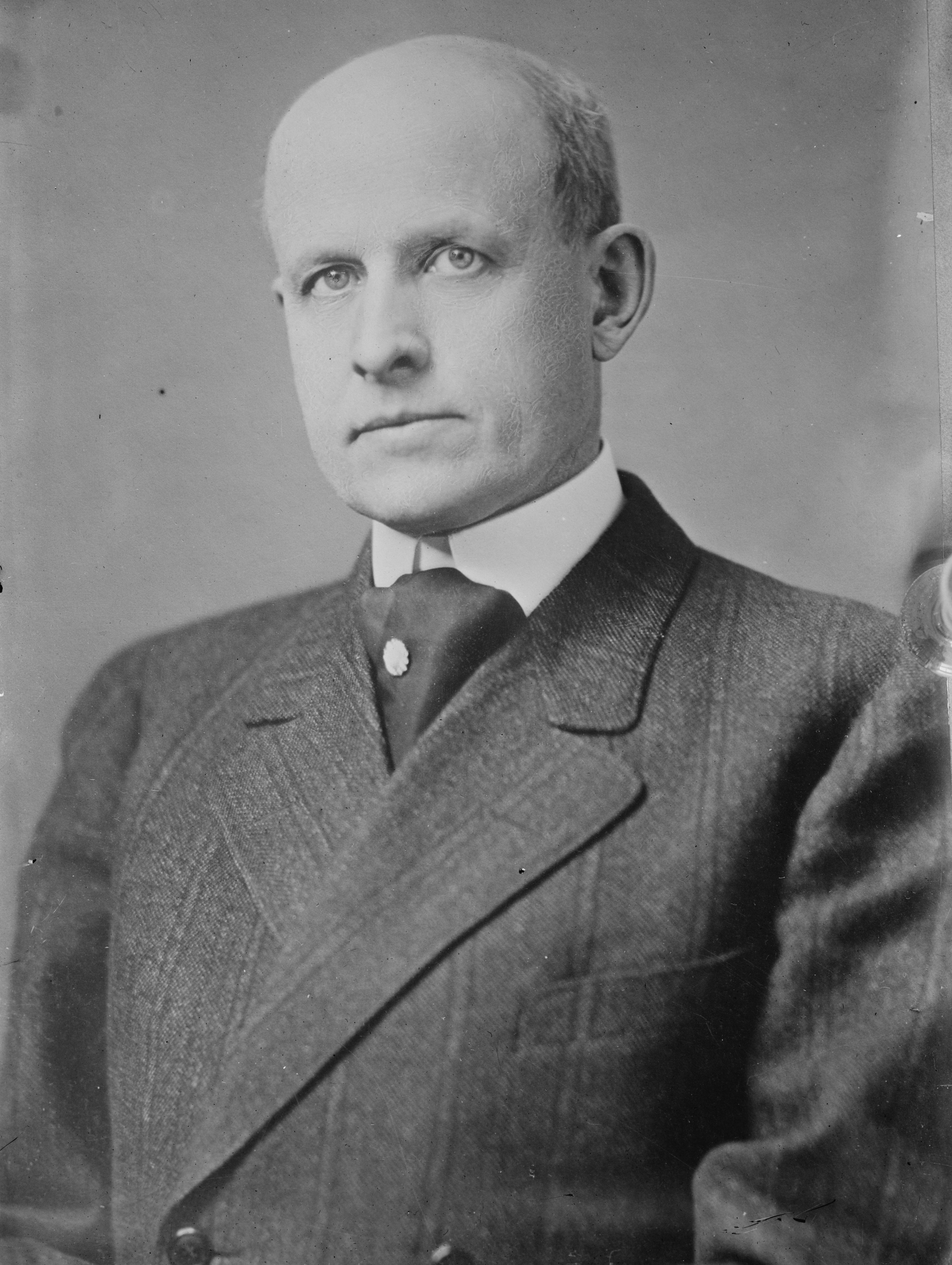
C. W. Post, hacia 1910.

General Foods Corporation fue una compañía que tuvo su origen en 1895, el año en que C. W. Post fundó Post Cereal Company en Battle Creek, Míchigan. Tras una experiencia negativa con productos del empresario John Harvey Kellogg, hermano de Will Keith Kellogg, fundadores de la conocida marca Kellogg's, Post decidió crear su propia línea de productos.  El primer producto de la incipiente empresa fue Postum, una "bebida de cereales" con trigo y melaza; y una de sus primeras marcas de cereales fue Grape-Nuts, lanzada en 1897. En 1904 estrenó la línea de productos Elijah's Manna, rebautizado como Post Toasties cuatro años después. 

### General Foods
Muerto el fundador en 1914, fue su hija, Marjorie Merriweather Post, la que le sucedió. Durante la década de 1920, la empresa adquirió varias marcas y empresas de alimentos, como Jell-O (1925), Walter Baker & Company (1927) y Maxwell House (1928). En 1926, después de hacer escala en Gloucester, en su Sea Cloud, Marjorie Post comió alimentos congelados. Sorprendida por la larga vida útil de los alimentos que se dejan a temperaturas muy bajas, decidió adquirir General Seafood Corporation de Clarence Birdseye y producir productos congelados.  Tras esta adquisición, Postum cambió su nombre a General Foods Corporation. 
En 1932 la empresa publicó un libro de cocina ilustrado titulado General Foods Cook Book.
General Foods fue adquirida por Philip Morris Companies, luego Altria Group, en 1985. En 1989, Philip Morris fusionó General Foods y Kraft Foods, que había adquirido en 1987. Su unión dio lugar al nacimiento de la división "Kraft General Foods". El 15 de noviembre de 2007, Kraft anunció que escindía los productos Post Cereals y los fusionaría con Ralcorp.  Esta fusión finalizó el 4 de agosto de 2008,  momento en el que el nombre oficial de la empresa se convirtió en Post Foods.